# Granja Modelo de Vitoria
La Granja Modelo de Vitoria, también conocida simplemente como Modelo, fue un instituto agrícola fundado en el siglo XIX y con sede en el concejo de Arcaute, en el municipio español de Vitoria.

## Descripción
La escuela estaba situada en el concejo de Arcaute, parte en el momento de la fundación del ayuntamiento de Elorriaga y en las inmediaciones de Vitoria. Aparece referida en las Descripciones de Álava escritas por Ricardo Becerro de Bengoa en 1880 con las siguientes palabras:

La Granja Modelo.―Elorriaga.―Una hermosa alameda que forman cuatro calles de frondosos árboles, sirve de ingreso al Modelo, como en el país se llama aquel instituto agrícola. El gran edificio de la escuela y habitaciones del Director y alumnos ostenta una sencilla y severa fachada, con piso bajo, dos superiores y los desvanes, y con una esbelta torrecilla decorada por el reloj. Varios pinabetes trazan delante de ella una plazoleta, en la que se ven aproximados á la fachada los dos grandes leones, que esculpió en piedra el distinguido profesor y artista vitoriano don Ruperto Martínez de Alegría, y que por espacio de algunos años adornaron los descansos de la escalinata del palacio de la Diputación en Vitoria. A la derecha de la fachada está, en un lado de la plaza ó patio interior, la entrada ordinaria. Cuatro lienzos cierran aquella bonita construcción: por el norte la Escuela, por el poniente las cuadras de ganado vacuno, por el mediodía los pajares y graneros, y por el oriente las cuadras del ganado de servicio. Otras tantas calles forman un lindo paseo, en torno al florido, frondoso y alegre jardín que ocupa el centro y que tiene, frente á la Escuela, una bonita fuente y un abrevadero. En el edificio principal se ven las habitaciones del Director, decoradas con sencillez y elegancia, las limpias y sencillas dependencias para los alumnos y las cátedras que ocupan la planta baja. Interesante es la contemplación de aquellas clases en las que numerosos hijos del país han estudiado y estudian, en las mejores obras didácticas, en excelentes cuadros y láminas, en los matemáticos tableros, y en sus propios cuadernos, la teoría científica del arte agrícola en sus más esenciales fundamentos, al mismo tiempo que en las tierras, en la huerta y en los establos practican diariamente cuanto su profesor les enseña.
(Becerro de Bengoa, 1918, pp. 74-76)

El instituto fue fundado y estuvo dirigido por el ingeniero agrónomo Eugenio de Garagarza y Dugiols, que, según Becerro de Bengoa, fue quien «propuso, entre otros adelantos, la introducción y explotación de las mejores plantas forrageras, por las excelentes condiciones que la provincia» ofrecía para ello, y quien «hizo la propaganda del cultivo de la remolacha, que en un tiempo tuvo gran aceptacion en el país». La escuela, que cada mes de septiembre celebraba una exposición con productos de las tierras alavesas y desfile de maquinaria agrícola, se encargó también de enviar a cátedras de Francia y Alemania a algunos de sus alumnos. Como escribía Becerro de Bengoa, disponía de varios departamentos, anejos al principal:

Fuera de la plaza central se extienden en otros departamentos, edificados con arreglo al mejor gusto artistico-agrícola: las cuadras para el ganado de cerda; las del caballar; los gallineros con las modernas incubadoras; los almacenes de útiles, aperos y máquinas de labor, desde la azada y el arado mas sencillo hast ala locomovil que agita el volante de la trilladora. Labradores, estudiantes y hábiles artistas los alumnos, lo mismo saben dirigir las máquinas é instrumentos en el campo, que explicar su mecanismo, que componer en la fragua cualquiera pieza que se inutilice. Extiéndese el campo de labores al mediodía de la Escuela, en terreno llano, ocupando vasta extensión, ingeniosamente distribuida para multitud de cultivos, de que los alumnos estan encargados.
(Becerro de Bengoa, 1918, p. 78)